# 逝者之證
《逝者之證》（英語：Body of Proof）是一部美國電視連續劇，為克里斯‧墨非（Chris Murphey）原創，由美國廣播公司製片廠（ABC Studios）製作。由達納·德拉尼（Dana Delany）主演費城法醫梅根·杭特博士（Dr. Megan Hunt）。此系列電視劇在2011年3月29日於ABC電視台首播。 ABC亦重新製作了第二季並於2011年9月20日開始播出。

## 簡介
本作重點是展示由曾獲得艾美獎最佳女主角的達納·德拉尼飾演的主角法醫Megan Hunt，在作品中解決案件之餘努力完成職業要求工作同時試圖與她疏遠的女兒重新建立關係的情節。

## 演員
| 演員                  | 角色                    | 粵語配音 (TVB)      | 季度 | 季度 | 季度 | 演出 集數 |
| 演員                  | 角色                    | 粵語配音 (TVB)      | 1    | 2    | 3    | 演出 集數 |
| --------------------- | ----------------------- | ------------------- | ---- | ---- | ---- | --------- |
| 達納·德拉尼           | 孔美瑾 Megan Hunt       | 沈小蘭              | 主演 | 主演 | 主演 | 42        |
| 尼古拉斯·畢曉普       | 鄧培達 Peter Dunlop     | 蕭徽勇              | 主演 | 主演 |      | 29        |
| 潔麗·雷恩             | 梅敬慈 Kate Murphy      | 黃玉娟 劉惠雲(代配) | 主演 | 主演 | 主演 | 42        |
| 約翰·卡羅·林區        | 莫伯德 Bud Morris       | 朱子聰              | 主演 | 主演 |      | 26        |
| 索尼婭·索恩           | 貝倩文 Samantha Baker   | 謝潔貞 陳琴雲(代配) | 主演 | 主演 |      | 27        |
| 傑弗利·阿蘭德         | 郭奕信 Ethan Gross      | 關令翹              | 主演 | 主演 | 主演 | 42        |
| 温德尔·米德尔布鲁克斯 | 布國庭 Curtis Brumfield | 陳永信              | 主演 | 主演 | 主演 | 42        |
| 瑪莉·莫瑟             | 范麗思 Lacey Fleming    | 陳皓宜              | 常規 | 主演 | 主演 | 30        |
| 馬克·瓦雷             | Tommy Sullivan          |                     |      |      | 主演 | 13        |
| 伊萊斯·加貝爾         | Adam Lucas              |                     |      |      | 主演 | 10        |

### 主要演員
- 孔美瑾(Dr. Megan Hunt)

由達納·德拉尼飾演，香港配音:沈小蘭
孔美瑾原本是一個有輝煌成就的神經外科醫生，直到一次車禍使其無法繼續在手術室工作，無奈下改行為法醫。現在，她使用自身的醫學知識和調查本能由死者的醫療奧秘中找出真相解決案件。
- 鄧培達(Peter Dunlop)

由尼古拉斯·畢曉普飾演，香港配音:蕭徽勇
鄧培達原本是警察。因槍傷而退役改行為法醫鑒定人。
- 梅敬慈(Dr. Kate Murphy)

由潔麗·雷恩飾演，香港配音:黃玉娟、劉惠雲(代配)
專橫的法醫部主任孔美瑾的上司，費城歷史上第一位女性法醫部主任。表面上不同意孔美瑾的不合理做法，但暗中多次支持她的行動。在第一季中後期開始和孔美瑾的前夫范道賢交往。

## 海外首播
- 台灣網樂通數位電視台於2011年9月26日上映第二季前十集劇集[3]。
- 香港無線電視明珠台於2012年2月22日開始上映第一季(但集數並非按照美國播放順序，更加入第2季的其中4集)一共13集。